# District coutumier de Nouvelle-Calédonie
Le district coutumier (ou grande-chefferie) est une subdivision spéciale des aires coutumières et parallèle aux subdivision administratives de la Nouvelle-Calédonie, définies pour la première fois par l'article 19 de la décision gouvernatoriale  n°840 du 8 août 1898. Elles regroupent une ou plusieurs tribus, respectant plus ou moins l’organisation des aires d’influence de chaque grand-chef, de leurs tribus ou de leurs clans, ou d'éventuelles réalités socio-linguistiques. Elles concernent les personnes Kanak de statut civil personnel particulier, ne relevant pas du droit commun, et sont donc compétentes, à leur échelle, pour les affaires de droit privé liées à ce statut, les terres coutumières et les questions relatives aux langues et à la culture kanak.

## Historique
Le district est né d'une profonde réorganisation de la morphologie de l'organisation mélanésienne décidée par le gouverneur de la Nouvelle-Calédonie Paul Feillet en 1898. À l'origine, les terres coutumières étaient divisées uniquement en tribus ou « chefferies », elles-mêmes créées par l'arrêté du 24 décembre 1867 pour regrouper les clans sous la forme d'une « agrégation légale ayant des attributs de propriété et organisée sous la seule forme qui fut et qui soit propre encore à l’état de la population indigène ». Il s'agissait ainsi de fédérer des clans ayant entre eux des liens culturels, linguistiques ou sociaux plus ou moins anciens, tels que pouvant être établis à travers la tradition orale et sur une base territoriale. Le modèle était alors celui des îles Loyauté où, contrairement au relatif éclatement politique des clans de la Grande Terre, un pouvoir plus structuré à la manière des « royautés polynésiennes » avait vu le jour, un clan dominant les autres en détenant le titre de « grand-chef » et les autres structures familiales connaissant une forte spécialisation (clans des sorciers, des pêcheurs, par exemple).
L'article 19 de la décision gubernatoriale n°840 du 8 août 1898 transforme ces tribus anciennes de 1867 en « districts » ou « grandes-chefferies ». Il prévoit : « Le territoire de la Nouvelle-Calédonie et de ses dépendances est divisé en districts
indigènes. Chaque district est divisé en tribus et est soumis à l’autorité d’un grand chef qui est nommé par le gouverneur ». Et ce texte reconnaît désormais comme des « tribus », avec les attributions juridiques allant avec et le statut d'unité de base de l'organisation coutumière reconnue par les autorités coutumières, les « villages » ou regroupements agglomérés, géographiques, de certains clans. À la tête des districts sont placés des grands-chefs, et à celle des tribus des chefs ou « petits-chefs », tous nommés par le gouverneur et aux attributions clairement fixées juridiquement des articles 22 à 26. Les grands-chefs sont ainsi chargés du « maintien de l'ordre dans leur district » (article 22), « peuvent prononcer des punitions contre les chefs de tribu et les indigènes qui se trouvent sur le territoire soumis à leur influence » (article 23), tout en devant en « donner connaissance au commandant de la brigade de gendarmerie dont ils dépendent » (article 25), de même que « tout ce qui se passe sur le territoire soumis à leur autorité » (article 26).
Créations coloniales à l'origine afin de mieux encadrer les terres coutumières en favorisant un certain nombre de « grand-chefs » qui deviennent les interlocuteurs privilégiés du gouverneur, ces circonscriptions ont depuis été récupérées par les autorités coutumières. Petit à petit, l’administration est de moins en moins intervenue dans la désignation des autorités coutumières et une désignation des chefs plus en rapport avec la coutume s’est mise en place. L’administration n’a alors fait que constater la désignation d’une autorité coutumière.

## Structures et institutions
L'organisation des districts reprend essentiellement le modèle clanique (à savoir la complémentarité au sommet hiérarchique entre chef de clan, ou « frère aîné », et le conseil de clan, regroupant les chefs de famille) avec un grand-chef et un conseil de district qui réunit l’ensemble des chefs de tribus du district. Toutefois, cela ne se retrouve pas partout : certains districts (notamment ceux qui n'ont qu'une seule tribu) n'ont pas de conseil de district, et d'autres n'ont pas de grands-chefs (l'autorité est alors représentée de manière collégiale par les chefs de tribus ou par le président du conseil de district).
Lorsqu'il existe, le grand-chef est désigné parmi les chefs de tribu par le conseil de district ou, s'il ne comporte qu'une seule tribu, le chef de cette dernière est obligatoirement grand-chef. Dans les Îles Loyauté ainsi qu'à l'île des Pins, la transmission se fait pratiquement de manière dynastique au sein du même clan (les Vendégou de Kunié, les Boula de Loessi sur Lifou ou les Naisseline de Guahma sur Maré, par exemple). Il est à noter que toutes les tribus ne font pas partie d'un district : on compte ainsi aujourd'hui 14 tribus dites « indépendantes ».
Une délibération du sénat coutumier portant constatation de la désignation de la personne en qualité de grand chef d'un district permet ensuite à celui-ci de toucher une indemnité variant, selon la population et l'ancienneté dans le poste, de 44 000 à 77 000 CFP (en 2007 puis majorée de 2 % tous les deux ans). L'indemnité perçue par les chefs est, quant à elle, variable de 22 500 à 25 500 CFP.

## Liste des districts
Il existe 57 districts, dont 28 dans la province Nord, 16 aux îles Loyauté et 13 en province Sud. Ils peuvent comporter d'une seule (les districts d'Eni, Medu et Wabao à Maré, d'Imone et Takedji à Ouvéa, de l'île Ouen au Mont-Dore et de Goro, Touaourou et Unia à Yaté) à 17 tribus (le district du Wet à Lifou). Voici, selon l'ISEE, la liste des districts coutumiers, regroupés par provinces (et entre parenthèses le nombre de tribus) : 
| - Îles Loyauté : - Lifou : - Wet (17) - Gaitcha (4) - Lossi (16) - Maré : - Guahma (12) - Pénélo (4) - La Roche (6) - Tadine (2) - Tawainèdre (3) - Eni (1) - Medu (1) - Wabao (1) - Ouvéa : - Fayaoué (11) - Mouli (3) - Imone (1) - Saint-Joseph (4) - Takedji (1) | - Nord : - Belep (7) - Canala (13) - Tendo (3) - Hienghène (12) - Néouyo (9) - Haut-Nindien (5) - Bas-Nindien (8) - Warai (8) - Boréaré (3) - Gomen (6) - Paimboas (9) - Baco (4) - Poindah (7) - Koumac (5) - Bondé (8) - Bayes (9) - Wagap (11) - Ponérihouen (10) - Monéo (3) - Balade (4) - Pouébo (10) - Nénémas (7) - Arama (3) - Muéo (2) - Touho (4) - Poya (7) - Voh (8) - Kouaoua (6) | - Sud : - Bouloupari (4) - Païta (4) - Ny (6) - Île des Pins (8) - Coindé (2) - Oua-Tom (2) - Île Ouen (1) - Pont-des-Français (2) - Couli (3) - Borendy (5) - Thio (8) - Goro (1) - Touaourou (1) - Unia (1) |
| | | |

## Tribus de la Province Nord
- Belep, aire Hoot ma Waap
  - District Belep : St Joachim, St Joseph, St Louis, St Pierre, Ste Anne, Ste Marie, Ste Thérèse

- Canala, aire Xaracuu nord
  - District Canala : Emma, Gélima, Haouli, Kuine, Mehoue, Mérénémé, Mia-Cui, Nakéty-Mission, Nanou-Kérénou, Nonhoue-Boakaine, Ouasse, Tenda Koumendi

- Hienghene, aire Hoot ma Waap
  - District Tendo : Caavatch, Thendo, Tendianite
  - District Hienghene : Ganem, Le Koulnoué, Lewéraap, Lindéralique, Ouaième, Ouare , Ouen-Pouest, Ouenghip, Panié, Pindache, Poindjap, Pouyembegn, Tiwamack,
  - Tribus indépendantes : Bas-Coulna, Haut-Coulna, Ouayaguette, Oné-Houra, Ouen-Kout

- Houaïlou, aire Ajié-Aro nord
  - District Néouyo : Gouareu, Kamouï, Kapoué, Kua, Néaoua, Néoa, Néouyo, Ouakaya, Paraouyé
  - District Haut Nindien : Gonde, Medaouya, Nérin, Nessakouy, Oingo
  - District Bas Nindien : Boéareu, Gouaroui, Mé, Meareu, Nedivin, Nindiah, Ouessoin, Roibahon
  - District Warai : Bâ, Kaora, Meomo, Nearia, Nediouen, Nekoue, Neya, Thu
  - District Boréaré : Boréaré, Coula, Karagreu

- Kaala-Gomen, aire Hoot ma Waap
  - District Gomen : Baguanda, Baou St Pierre, Gamai, Ouemba, Païta, Tegon
  - District Paimboas : Kourou, Oueholle, Ouemou

- Koné, aire Paici-Camuki
  - District Baco : Aléou, Baco, Koniambo, Tiaoué
  - District Poindah : Bopope, Néami, Netchaot, Noelly, Poindah

- Kouaoua, aire Xaracuu nord
  - District Kouaoua : Amon-Kasiori ou Ouénéa, Ceynon, Konoyes-Sahoué, Méa-Mébara, Méchin, Ouérou-Pimet
  - District Canala : Koh

- Koumac, aire Hoot ma Waap
  - District Koumac : Galagaoui, Pagou, Paop, Wanac I, Wanac II

- Ouégoa, aire Hoot ma Waap
  - District Bondé : Balagam, Paraoua ou Diahot, St Jean-Baptiste, St Joseph, St Michel, St Pierre, St Thimothée, Ste Anne
  - District Paimboas : Bouelas, Ouène, Ouénia, Pangou-Ouaène, Pouembanou, Temeline
  - Tribus indépendantes : Manghine St Ferdinand, Tiari

- Poindimié, aire Paici-Camuki
  - District Bayes : Bayes, Ina, Napoémien, Nessapoué, Ometteux, Ouindo, Paama, Pambou, Tibarama
  - District Wagap : Galilée, Poindimié, St Denis, St Michel, St Paul, St Thomas ou Ste Thérèse-Poutchala, Tiéti, Ti-Ounao, Tiwaka, Tye, Wagap

- Ponerihouen, aire Paici-Camuki
  - District Ponérihouen : Goa, Goyetta-Nimbayes, Grochain, Grondu, L'Embouchure, Mou, Nébouéba, Néouta, St Yves, Tchamba
  - District Monéo : Monéo, Néavin, Po

- Pouébo, aire Hoot ma Waap
  - District Balade : St Denis Balade, St Gabriel Balade, St Paul balade, Ste Marie Balade
  - District Pouébo : Diahoué, St Adolphe, St Denis Pouébo, St Ferdinand, St Gabriel Pouébo, St Joseph, St Louis, Ste Marie Pouébo, Tchamboène, Yambé
  - Tribus indépendantes :Colnett, Paalo

- Pouembout, aire Paici-Camuki
  - District Poindah : Ouaté, Paouta-Baï

- Poum, aire Hoot ma Waap
  - District Nénémas : Baaba, Taanio, Tiabet, Tie, Titch, Yandé, Yenghébane
  - District Arama : Bouarou, Narai, Pongal

- Poya, sur deux aires
  - District Muéo
    - Aire Paici-Camuki : Gohapin, Nétéa
    - Aire Ajié-Aro : Montfaoué, Nekliai-Kradji, Népou, Ouendji

- Touho, aire Paici-Camuki
  - District Touho : Koé-Ponandou, Kokingone-Pouïou, Touho-Mission, Vieux Touho
  - District Poyes : Congouma, Ouanache, Paola-Poyes, Pombéi, Tiouande, Tuai ou Tiouaé, Twaka (Touho)

- Voh, aire Hoot ma Waap
  - District de Voh : Boyen, Gatope, Ouélisse, Ouengo, Oundjo, Témala, Tiéta

## Tribus de la Province Sud
- Boulouparis, aire Xaracuu sud
  - District Bouloupari : Ouinané-Nétéa, Ouitchambo Kouergoa, Nassirah Ya

- Bourail, aire Ajie-Aro sud
  - District Ny : Azareu, Bouirou, Gouaro, Ny, Oua-Oué, Pothe

- Île des Pins, aire Djubea-Kapone
  - District Île des Pins : Comagna, Gadji, Kere, Ooatchia, Touêté, Vao, Wapan, Youati

- La Foa, aire Xaracuu sud
  - District Coindé : Coindé, Oui-Poin
  - District Oua-Tom : Kouma-Pocquereux, Oua-Tom

- Moindou, aire coutumière Xaracuu sud
  - Tribus indépendantes : Moméa, Table-Unio

- Mont-Dore, aire coutumière Djubéa-Kaponé
  - District île Ouen : Ouara
  - District Pont des Français : Conception, St Louis

- Païta, aire Djubéa-Kaponé
  - District Païta : Bangou, Col de la Pirogue-St Laurent, Naniouni, N'de

- Sarraméa, aire Xaracuu sud
  - District Couli : Grand Couli, Petit Couli, Sarraméa

- Thio, aire Xaracuu sud
  - District Borendy : Grand Borendy, Petit Borendy, Port Bouquet, St Jean Baptiste, St Joseph
  - District Thio : Kouaré, Ouindo, Ouroué, St Michel, St Paul, St Philippo I, St Philippo II, St Pierre

- Yaté, aire Djubea-Kapone
  - District Goro : Goro
  - District Touaourou : Touaourou
  - District Unia : Unia
  - Tribu indépendante : Waho

## Tribus des Îles Loyauté
- district de Wetr: Luecila, Hnapalu, Ciole, Hnathalo, Nang, Kumo, Saint Paul, Tingeting, Doking, Hnacaom, Mucaweng, Xepenehe, Easo, Siloam, Hunetë, Hanawa, Hnanemuaetra.
- District de Gaica: Wedrumel, Drueulu, Hapetra, Qanono.
- District de Lôssi: Hnase, Traput, Jozip, Hnaeu, Wassany, Inagoj, Luengöni, Joj, Mu, Xodrë, Hunöj, Hmelek, Thuahaik, Kejëny, Hnadro